# Geomyza balachowskyi
Geomyza balachowskyi är en tvåvingeart som beskrevs av Louis-Paul Mesnil 1934. Geomyza balachowskyi ingår i släktet Geomyza och familjen gräsflugor. Arten är reproducerande i Sverige. Inga underarter finns listade i Catalogue of Life.